# Kimmo Savolainen
Pour les articles homonymes, voir Savolainen.
Kimmo Savolainen (né le 2 août 1974) est un ancien sauteur à ski finlandais.

## Palmarès

### Championnats du monde de vol à ski
| Épreuve / Édition | Kulm 1996 | Oberstdorf 1998 |
| Individuel        | 31e       | 13e             |

### Coupe du monde
- Meilleur classement final: 19e en 1998.
- 1 victoire.

### Saison par saison
| Année | Lieu              |
| 1996  | Kuopio (Finlande) |